# Munvatten

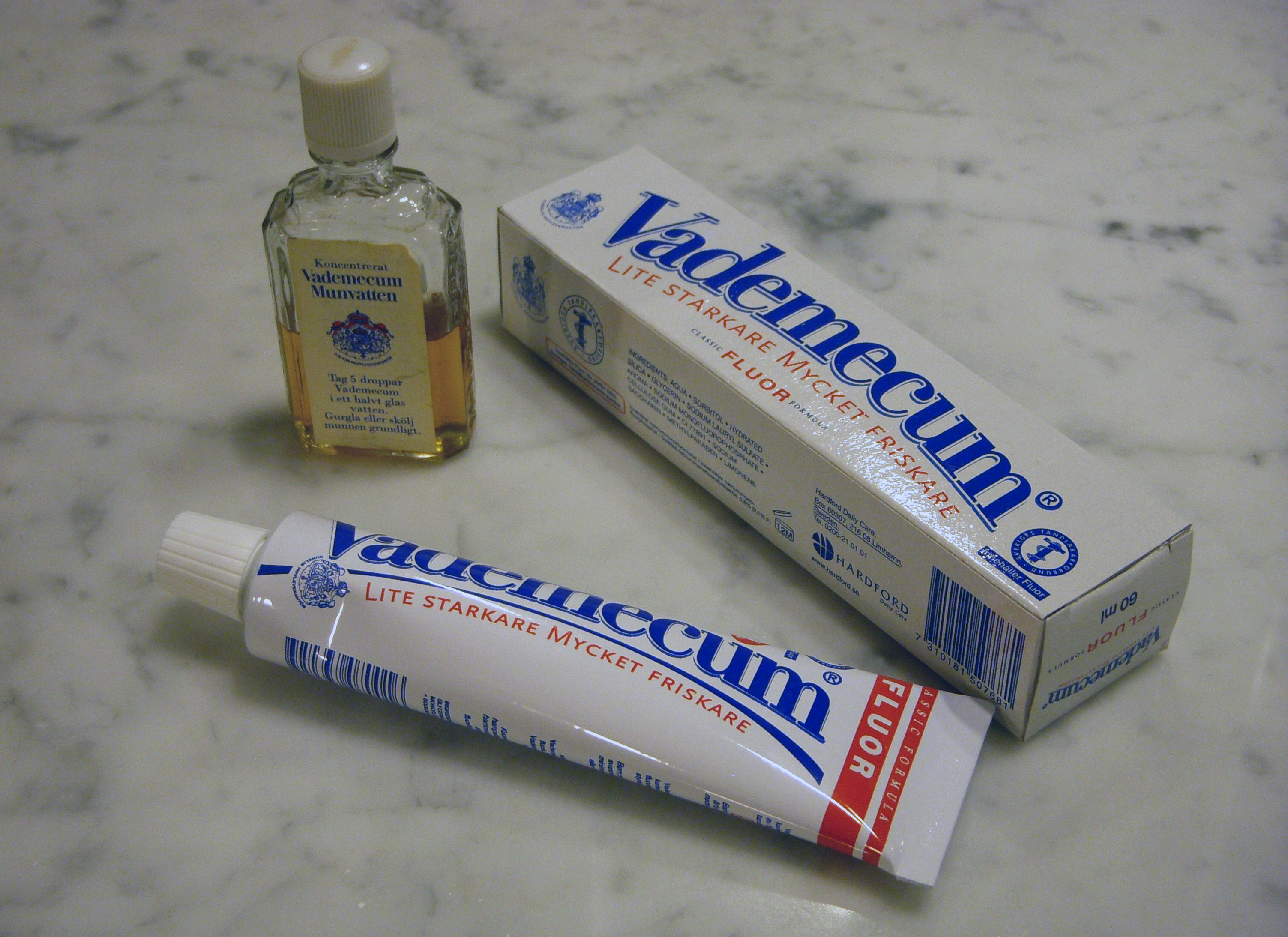
Klassiska "Vademecum" tandkräm och munvatten

Munvatten eller munskölj är en produkt för oral hygien. Vissa munvatten har en bakteriedödande effekt (till exempel de innehållande essensoljor eller klorhexidin), vilket bland annat motverkar plack och dålig andedräkt. Munvatten kan innehålla ämnen som på andra sätt motverkar dålig andedräkt, till exempel zink. Det är även vanligt att de innehåller fluor vilket motverkar karies. Munvatten är avsett som ett komplement till tandborstning och bör inte användas som substitut för tandborstning.

## Historia

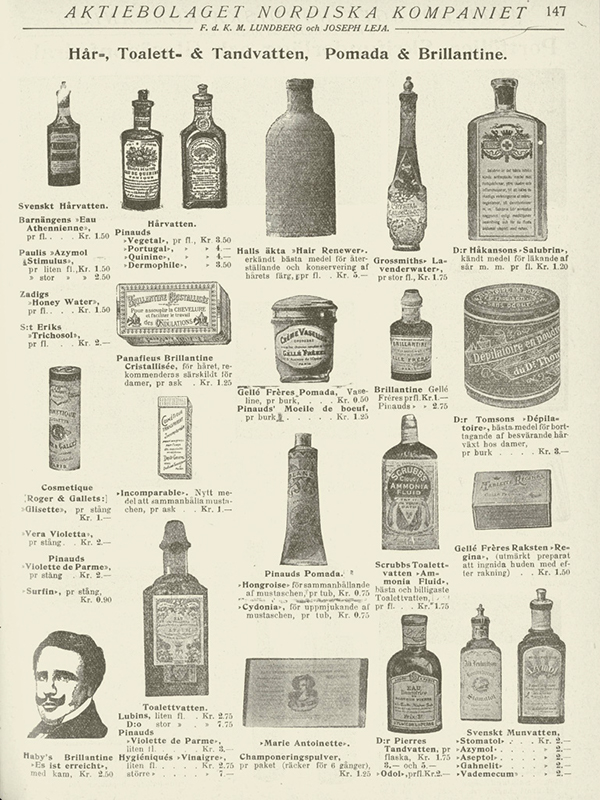
Nordiska Kompaniets reklam för hår-, toalett- & tandvatten, pomada & brilliantine, 1905/1906.

Antonie van Leeuwenhoek, en nederländsk 1600-talsforskare, upptäckte levande organismer i avlagringar på tänder (vad vi kallar plack). Han fann även organismer i vattnet från ett närliggande vattendrag som han utförde experiment på genom att tillsätta vinäger eller brandy och fann att detta resulterade i en omedelbar parlys eller dödande av organismerna i vattnet. Efter det prövade han att skölja sin mun med en tämligen stor mängd vinäger eller brandy och fann att de levande organismerna förblev kvar i placket. Han drog slutsatsen att munvattnet antingen inte kom åt de berörda delarna alternativt inte var inne tillräckligt länge för att ta död på organismerna. 
På 1960-talet påvisade Harald Loe (vid tiden professor vid Kungliga tandvårdsinstitutet i Aarhus, Danmark) att även klorhexidin hade en antiplackbildande effekt. Dess effektivitet ligger i att det fäster på ytor i munnen och behåller sin verkan i flera timmar. 
Sedan dess har det kommersiella intresset för munvatten ökat och flera nya producenter framhåller sina egna produkters förträfflighet i motverkan av plackbildning och inflammationer i tandköttet, och dessutom dess effekt mot dålig andedräkt. Vissa av dessa kemiska lösningars mål är att motverka de flyktiga och svavelhaltiga gaser som bildas då, genom kemiska reaktioner, bakterier bryts ned när vi sover, äter eller är torra i munnen.

## Vanligt bruk
Vanligt är att skölja munnen i 30 sekunder– 1 minut med 10-20 ml munvatten två gånger per dag efter tandborstning och sedan spotta ut det. I Sverige, där fokus på fluor i daglig munvård är stort, avråder vissa tandläkare från sköljning efter tandborstning och menar att det skulle skölja bort kvarliggande fluor i saliven. Internationella studier visar dock att en fluormängd om 0,023 % (100 ppm) är tillräcklig för att fluornivån i saliven ska hållas konstant. 

## Sammansättning
Två vanliga typer av aktiva substanser i munvatten är klorhexidin (för korttidsanvändning) och essensoljor (för dagligt bruk), såsom tymol, metylsalicylat, mentol och eukalyptol. Andra förekommande substanser är hexeditin,  bensalkoniumklorid, cetylpyridinklorid, metylparaben, väteperoxid och ibland fluor, enzym och kalcium. Övriga ingredienser är vatten och sötningsmedel såsom sorbitol och sackarin. 
Vissa munskölj innehåller alkohol för att lösa de aktiva substanserna, till exempel essensoljor. Alkoholen har varit omdebatterad och flera producenter har tagit fram alkoholfria alternativ. Vetenskapliga studier har dock visat att alkoholen inte har någon påverkan på munhälsan, till exempel genom slemhinneförändringar eller muntorrhet, något som hävdats av vissa tandläkare.
Många kommersiella munvatten har en hög surhetsgrad som kan förvärra upplevelsen för dem som ofta drabbas av halsbränna och sura uppstötningar. För dem rekommenderas ett munvatten med ett mer neutralt pH-värde.